# Coppa Italia 2003-2004 (pallavolo femminile)
La Coppa Italia di pallavolo femminile 2003-2004 è stata la 26ª edizione della coppa nazionale d'Italia e si è svolta dal 1º novembre 2003 al 22 febbraio 2004. Alla competizione hanno partecipato 12 squadre e la vittoria finale è andata per la prima volta all'Asystel Novara.

## Squadre partecipanti
| - Bergamo - Chieri - Forlì - Giannino Pieralisi - Modena - Asystel | - Sirio Perugia - Robursport Pesaro - Olimpia Ravenna - Reggio Emilia - San Giorgio Sassuolo - Vicenza |

## Torneo

### Tabellone
|  | Quarti             | Quarti |  |         | Semifinali    | Semifinali |  |         | Finale  | Finale |
|  |                    |        |  |         |               |            |  |         |         |        |
|  | Bergamo            | 3      |  |         |               |            |  |         |         |        |
|  | Bergamo            | 3      |  |         |               |            |  |         |         |        |
|  | Reggio Emilia      | 0      |  |         |               |            |  |         |         |        |
|  | Reggio Emilia      | 0      |  | Bergamo | 3             |            |  |         |         |        |
|  |                    |        |  | Bergamo | 3             |            |  |         |         |        |
|  |                    |        |  |         | Sirio Perugia | 0          |  |         |         |        |
|  | Sirio Perugia      | 3      |  |         | Sirio Perugia | 0          |  |         |         |        |
|  | Sirio Perugia      | 3      |  |         |               |            |  |         |         |        |
|  | Giannino Pieralisi | 2      |  |         |               |            |  |         |         |        |
|  | Giannino Pieralisi | 2      |  |         |               |            |  | Bergamo | 2       |        |
|  |                    |        |  |         |               |            |  | Bergamo | 2       |        |
|  |                    |        |  |         |               |            |  |         | Asystel | 3      |
|  | Asystel            | 3      |  |         |               |            |  |         | Asystel | 3      |
|  | Asystel            | 3      |  |         |               |            |  |         |         |        |
|  | Olimpia Ravenna    | 0      |  |         |               |            |  |         |         |        |
|  | Olimpia Ravenna    | 0      |  | Asystel | 3             |            |  |         |         |        |
|  |                    |        |  | Asystel | 3             |            |  |         |         |        |
|  |                    |        |  |         | Chieri        | 0          |  |         |         |        |
|  | Chieri             | 3      |  |         | Chieri        | 0          |  |         |         |        |
|  | Chieri             | 3      |  |         |               |            |  |         |         |        |
|  | Modena             | 1      |  |         |               |            |  |         |         |        |
|  | Modena             | 1      |  |         |               |            |  |         |         |        |

### Risultati

#### Ottavi di finale

##### Andata
| 2 novembre 2003 - ore 17:30 PalaDionigi, Sant'Angelo in Lizzola | Robursport Pesaro | 0 - 3 | Bergamo              | 23-25, 20-25, 14-25               |
| 1º novembre 2003 - ore 15:00 PalaMaddalene, Chieri              | Chieri            | 3 - 2 | Vicenza              | 25-27, 31-33, 25-22, 25-18, 15-11 |
| 2 novembre 2003 - ore 17:30 PalaBigi, Reggio nell'Emilia        | Reggio Emilia     | 3 - 2 | Forlì                | 23-25, 26-24, 25-19, 18-25, 15-8  |
| 2 novembre 2003 - ore 17:30 PalaDeAndrè, Ravenna                | Olimpia Ravenna   | 2 - 3 | San Giorgio Sassuolo | 16-25, 25-22, 15-25, 25-19, 8-15  |

##### Ritorno
| 16 novembre 2003 - ore 17:30 PalaNorda, Bergamo                  | Bergamo              | 3 - 0 | Robursport Pesaro | 25-20, 25-22, 25-21               |
| 15 novembre 2003 - ore 21:00 Palasport Città di Vicenza, Vicenza | Vicenza              | 2 - 3 | Chieri            | 16-25, 27-25, 26-24, 20-25, 13-15 |
| 16 novembre 2003 - ore 17:30 PalaFiera, Forlì                    | Forlì                | 1 - 3 | Reggio Emilia     | 25-14, 24-26, 18-25, 18-25        |
| 16 novembre 2003 - ore 17:30 PalaPaganelli, Sassuolo             | San Giorgio Sassuolo | 0 - 3 | Olimpia Ravenna}  | 18-25, 16-25, 17-25               |

#### Quarti di finale
| 18 febbraio 2004 - ore 18:30 PalaNorda, Bergamo | Sirio Perugia | 3 - 2 | Giannino Pieralisi | 25-23, 26-28, 25-22, 21-25, 16-14 |
| 18 febbraio 2004 - ore 20:45 PalaNorda, Bergamo | Bergamo       | 3 - 0 | Reggio Emilia      | 25-13, 25-17, 25-17               |
| 19 febbraio 2004 - ore 18:30 PalaNorda, Bergamo | Chieri        | 3 - 1 | Modena             | 25-19, 25-16, 22-25, 25-20        |
| 19 febbraio 2004 - ore 20:45 PalaNorda, Bergamo | Asystel       | 3 - 0 | Olimpia Ravenna    | 25-22, 25-19, 25-11               |

#### Semifinali
| 21 febbraio 2004 - ore 15:15 PalaNorda, Bergamo | Bergamo | 3 - 0 | Sirio Perugia | 25-13, 25-14, 25-19 |
| 21 febbraio 2004 - ore 20:30 PalaNorda, Bergamo | Asystel | 3 - 0 | Chieri        | 25-13, 25-13, 25-20 |

#### Finale
| 22 febbraio 2004 - ore 16:30 PalaNorda, Bergamo | Bergamo | 2 - 3 | Asystel | 25-19, 22-25, 25-19, 25-27, 9-15 |